# هابيل غارسيا
هابيل غارسيا (بالإنجليزية: Abel Garcia)‏ (و. 1864 – 1919 م) هو صحفي، وقاضي، وسياسي، ورئيس، وكاتِب، من البرازيل، ولد في فورتاليزا، توفي في ماناوس، عن عمر يناهز 55 عاماً.